# Aurificaria indica
Aurificaria indica är en svampart som först beskrevs av George Edward Massee, och fick sitt nu gällande namn av D.A. Reid 1963. Aurificaria indica ingår i släktet Aurificaria och familjen Hymenochaetaceae.   Inga underarter finns listade i Catalogue of Life.